# بلبل أبيض الخطوط
بلبل أبيض الخطوط أو بلبل لبني الخطوط (الاسم العلمي: Pycnonotus leucogrammicus) (بالإنجليزية: Cream-striped Bulbul)‏ هو نوع من الطيور يتبع جنس البلبل من فصيلة البلابل.